# الزغيرات
قرية الزغيرات هي إحدى القرى التابعة لمركز النجيلة في محافظة مطروح في جمهورية مصر العربية. حسب إحصاءات سنة 2018، بلغ إجمالي السكان في الزغيرات 3,617 نسمة، منهم 1,887 رجل و 1,730 امرأة.